# Barbadan Devath
Barbadan Devath (en francès Barbazan-Debat) és un municipi francès situat al departament dels Alts Pirineus i a la regió d'Occitània.

## Demografia
| 1962                                       | 1968 | 1975  | 1982  | 1990  | 1999  | 2007  |
| ------------------------------------------ | ---- | ----- | ----- | ----- | ----- | ----- |
| 524                                        | 744  | 1.365 | 3.204 | 3.536 | 3.504 | 3.477 |
| Des de 1962: població sense dobles comptes |      |       |       |       |       |       |

## Administració
| Període   | Identitat              | Partit        |
| --------- | ---------------------- | ------------- |
| 2001-2008 | Gilles Mondon          | PRG           |
| 2008-     | Jean-Christian Pédeboy | Divers gauche |